# Country Creatures
Country Creatures è un singolo ed EP di remix collaborativi fra la musicista islandese Björk, la cantautrice svedese Karin Dreijer (nota come Fever Ray) e il duo di musica elettronica The Knife, composto da Dreijer e da suo fratello, DJ e produttore discografico, Olof Dreijer. Il 6 settembre 2019 i tre remix sono stati pubblicati nei negozi digitali come singoli, mentre il 1º novembre 2019 sono stati pubblicati dalla One Little Independent Records in vinili in edizione limitata.

## Antefatti
Country Creatures prende il titolo dai due brani remixati nella raccolta: This Country Makes It Hard to Fuck dall'album Plunge di Fever Ray e Features Creatures da Utopia di Björk, entrambi pubblicati nel 2017; la copertina alternativa dell'EP, creata da M/M Paris, combina appunto quelle di entrambi gli album.
Il 5 settembre 2019, Fever Ray ha condiviso sulla sua pagina Instagram una foto di lei insieme a Björk, con un conto alla rovescia. A mezzanotte sono stati pubblicati i tre singoli remix separati: un remix di This Country Makes It Hard to Fuck di Fever Ray realizzato da Björk e due remix di Features Creatures di Björk, uno realizzato da Fever Ray e l'altro dai The Knife.
I tre remix sono stati raccolti in un vinile in edizione limitata chiamato Country Creatures, pubblicato dall'etichetta di Björk One Little Independent il 1º novembre 2019.

## Tracce
Digitale
1. Features Creatures (Fever Ray Remix) – 4:08

Digitale
1. Features Creatures (The Knife Remix) – 4:37

Digitale
1. This Country Makes It Hard to Fuck (Björk Remix) – 3:03

UK 12" Country Creatures EP
1. This Country Makes It Hard to Fuck (Björk Remix) – 3:03
2. Features Creatures (Fever Ray Remix) – 4:08
3. Features Creatures (The Knife Remix) – 4:37

## Versioni
Features Creatures
- Versione CD/digitale – 4:50
- Versione vinile – 4:41[4]
- Fever Ray Remix – 4:07
- The Knife Remix – 4:36

This Country Makes It Hard to Fuck
- Versione album – 3:12
- Björk Remix – 3:02

## Date di pubblicazione
| Titolo                                           | Data             | Etichetta                      | Formato           |
| ------------------------------------------------ | ---------------- | ------------------------------ | ----------------- |
| This Country Makes It Hard to Fuck (Björk Remix) | 6 settembre 2019 | Rabid Records                  | Download digitale |
| Features Creatures (Fever Ray Remix)             | 6 settembre 2019 | One Little Independent Records | Download digitale |
| Features Creatures (The Knife Remix)             | 6 settembre 2019 | One Little Independent Records | Download digitale |
| Country Creatures                                | 1º novembre 2019 | One Little Independent Records | Vinile 12''       |